# Mark Griskey
Mark Griskey (* 1963) je americký hudební skladatel zabývající se zejména hudební tvorbou pro počítačové hry. Začínal však jako autor hudebních znělek pro televizní reklamy, znělky a ukázky nových filmů. Ke hrám se dostal až v polovině 90. let, když začal komponovat pro společnost Atom Entertainment. V roce 2001 přešel k LucasArts.
Podílel se na hudební tvorbě pro následující tituly:
- Star Wars: Knights of the Old Republic II: The Sith Lords
- Star Wars: Episode III - Revenge of the Sith (videohra)
- Letopisy Narnie (videohra)
- Star Wars: The Force Unleashed
- Star Wars: The Force Unleashed II
- Star Wars: The Old Republic